# آشوريو جورجيا
آشوريو جورجيا هو عدد من الأشوريين في جورجيا يبلغ 3299، ووصل معظمهم إلى جنوب القوقاز في أوائل القرن العشرين عندما فر أسلافهم من تركيا وإيران الحالية خلال الإبادة الجماعية الآشورية.

## تاريخ الآشوريين
وصل الآشوريون الأوائل إلى جورجيا في القرن السادس الميلادي عندما جاء 13 راهبًا آشوريًا معروفين تاريخيًا من قبل الجورجيين بالآباء الآشوريين الثلاثة عشر من مدينة الرها إلى جورجيا. ربط العلماء مساهمتهم بتنصير جورجيا حيث تقود سانت نينو طريق المتحولين من الوثنية. تواصل الآشوريون مع الجورجيين مرة أخرى في ستينيات القرن الثامن عشر. كان الآشوريون تحت الحكم العثماني يبحثون عن نوع من الحماية من الاضطهاد الديني والعرقي. طلب بطريرك كنيسة المشرق الآشورية مار أفراام من الملك الجورجي حماية للآشوريين والإيزيديين في تركيا الحالية. في أبريل 1770، توجهت القوات الجورجية، تحت القيادة الروسية، نحو مدينة أخالتسيخي. في الوقت نفسه، غادر الأسقف الآشوري إيشايا (إشعياء) تبليسي وحمل رسائل إلى القادة الآشوريين واليزيديين، حيث دعاهم الملك الجورجي للقتال معًا ضد العثمانيين. كان الآشوريون والإيزيديون مستعدين للتحرك ضد العثمانيين، كما وصل دعم إريكلي الثاني، لكن الجنرال الروسي توتلبن غير رأيه وأعاد انفصاله إلى كارتلي. فشلت خطط التعاون العسكري، ولكن خلال الحرب التي تلت ذلك، ظهر مجتمع آشوري من عشرات العائلات في جورجيا. وصلوا إلى مخاني من بلاد فارس والإمبراطورية العثمانية. وصلت الموجة الثانية من المهاجرين الآشوريين عندما وقعت روسيا معاهدة تركمانشاي مع بلاد فارس عام 1828، حيث وصل الآشوريون والأكراد من إيران إلى جورجيا كعمال. وصلوا أيضًا في النصف الثاني من القرن التاسع عشر واستقروا في تبليسي، وأصبحوا مواطنين روسيين ثم سوفياتيين في وقت لاحق. بحلول نهاية القرن التاسع عشر، كان هناك أكثر من خمسة آلاف آشوري يعيشون في جورجيا. جاءت الموجة الرابعة والأكبر بين عامي 1915 و1918، حيث فر الآشوريون من الإبادة الجماعية الآشورية

## الجالية الآشورية اليوم في جورجيا
وفي 15 مايو 2005 التقى رئيس الولايات المتحدة جورج دبليو بقادة الآشوريين في جورجيا. كان الاجتماع في الغالب حول وضع الآشوريين في العراق. كما أعطى القادة الآشوريون الرئيس الأمريكي رسالة أيضًا. عندما سأله إدغار بيتبونوف، عضو الكونجرس الآشوري الدولي في الوقت الحاضر القوات الأمريكية الجورجية على الأراضي الآشورية في العراق. بالطبع، نحن لسنا غير مبالين بثروة الآشوريين في العراق. ما هو مستقبلهم ؟ ماذا يمكنك أن تقول عن هو - هي؟ أجاب بوش: نحن نعتبر أن كل أمة مسؤولة على قدم المساواة عن إيجاد طريقها الخاص للتطور وتحقيق هدفها. الآشوريون متساوون في الحق مع أي شعوب أخرى تعيش في العراق هذه الأيام. يجب أن يتغير الآشوريون في العراق أولاً وقبل كل شيء. طريقة تفكيرهم ، يجب أن يتصرفوا بإصرار وحزم وشجاعة لتحقيق أهدافهم ومبادئهم، كل هذه الأشياء في أيديهم. إن الولايات المتحدة تدعم وتدافع عن الأشخاص الذين يناضلون من أجل العدالة والحرية والاستقلال والديمقراطية.

## الكنائس الآشورية في جورجيا
1. كنيسة مار شمعون بار سبع الآشورية الكلدانية الكاثوليكية والمركز الثقافي الديني (2009)، تبليسي.
2. كنيسة صعود العذراء مريم الكنيسة الأرثوذكسية الجورجية في دزفيلي، كاندا.
3. كنيسة الآباء الآشوريين الثلاثة عشر، الكنيسة الأرثوذكسية الجورجية في قرية دزفيلي، كاندا.[2]

### استشهاد عام
- التعداد الجورجي 2002" . مؤرشفة من الأصلي في 11 مايو 2015 . تم الطلاع عليه في فبراير 21.
- وفقًا لتعداد السكان لعام 1989 ، كان هناك 5200 آشوري في جورجيا (0.1 بالمائة) ؛ وفقًا لتعداد عام 2002 ، انخفض عددهم إلى 3299 ، بينما ظلت نسبتهم كما هي [أشوريو جورجيا: محددات عرقية ينبغي حفظها في مجلة آسيا الوسطى والقوقاز].[1]
- الكرد اليزيديون والآشوريون في جورجيا ، مجلة آسيا الوسطى والقوقاز ، إيراكلي شيخلادزي ، جيغا شيخلادزي. (21/3/2003)آشوريو جورجيا: يجب حجز المواصفات العرقية.

1. ↑  "all kinds of writing". مؤرشف من الأصل في 2021-10-25. اطلع عليه بتاريخ 2022-02-21.